# Colastes vividus
Colastes vividus är en stekelart som beskrevs av Papp 1975. Colastes vividus ingår i släktet Colastes och familjen bracksteklar. Inga underarter finns listade i Catalogue of Life.